# Fernando Tarrida del Mármol

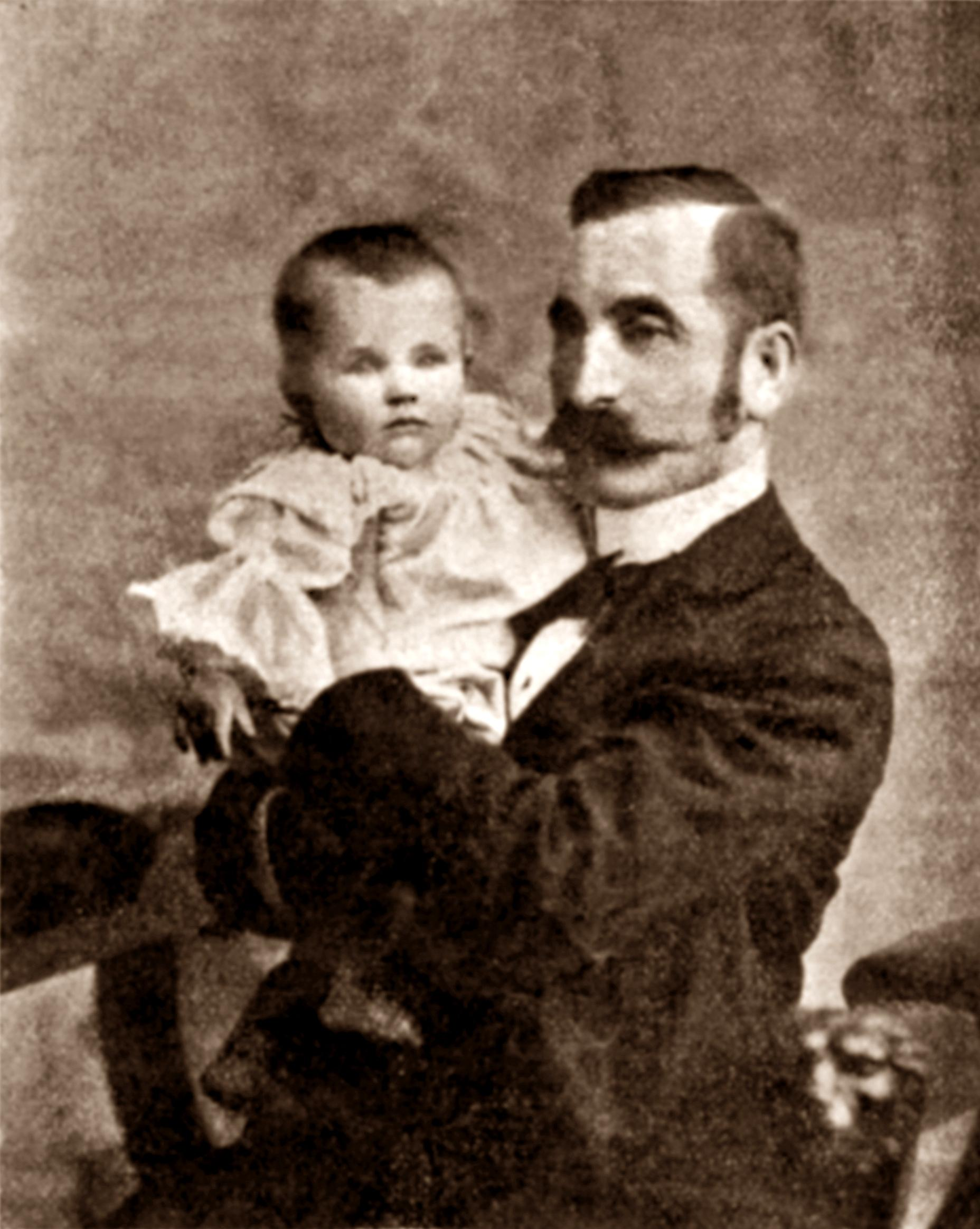
Fernando Tarrida del Mármol.

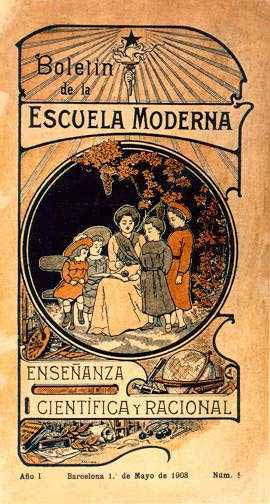
Bulletin de l'école moderne

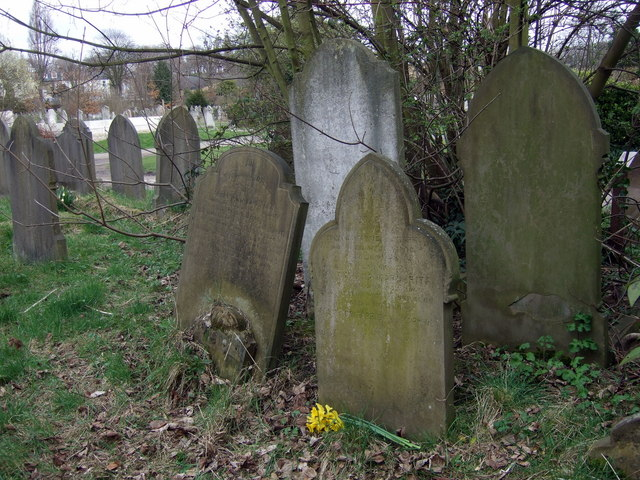
Tombe de Tarrida del Mármol au Ladywell cemetery de Lewisham

Fernando Tarrida del Mármol est un écrivain anarchiste et libre-penseur espagnol. Né le 2 août 1861 à La Havane, il est décédé à Londres le 14 mars 1915.
En plus de sa collaboration à la presse libertaire internationale, il est le traducteur en espagnol de Léon Tolstoï et l'auteur, notamment, de Anarquía, ateísmo y colectivismo (1885).

## Biographie
Neveu du général cubain Donato Mármol, il est né à Cuba dans une famille d'émigrés catalans. Lorsque sa famille est autorisée à revenir en Espagne, il vit alors à Sitges puis fait ses études en France, à Toulouse. En 1879, il se brouille avec sa famille et rejoint les idées de l'anarchiste Anselmo Lorenzo. Devenu ingénieur, il enseigne à Barcelone où il obtient le poste de directeur de l'école polytechnique. Il écrit alors de nombreux articles dans des revues espagnoles. Il rencontre Federico Urales et collabore à l'école moderne de Francisco Ferrer et à des journaux dans le monde entier tels La Dépêche du Midi, L'Intransigeant, Le Temps ou le Daily Mail.
Proche de Pierre Kropotkine et d'Errico Malatesta, il doit s'exiler après le procès de Montjuïc et vit en Belgique, en France puis à Londres où il finit sa vie.
Il est inhumé à Lewisham.

## Œuvres
- Carta ao jornal Le Révolte, 1890
- Les inquisiteurs d'Espagne, Stock, 1897
- At the Bar of Justice, 1897
- Cubans in the Prison Camp of Ceuta, 1897
- The Inquisition in Porto Rico, 1897
- Vía libre : El Trabajador. Su ideal emancipador, Atlante, 1905
- Problemas transcendentales, Paul Dupont, 1908
- La Constitution de l'Univers (avec Aristide Pratelle), Paul Delesalle, 1912
- Anselmo Lorenzo. Estudio crítico-biográfic, Casa Editorial Publicaciones de la Escuela Moderna, 1915
- Programa socialista libertario (posthume), 1933